# Bangalore Rural
Huyện Bangalore Rural là một huyện thuộc bang Karnataka, Ấn Độ. Huyện Bangalore Rural có diện tích 5.815 ki lô mét vuông. Đến thời điểm năm 2001, huyện Bangalore Rural có dân số 1.877.416 người.
Hiện tại, huyện Bengaluru Rural có 2 Phó huyện, 4 Taluka, 9 thị trấn và 229 Gram Panchayat.

## Taluka
- Devanahalli
- Doddaballapura
- Hoskote
- Nelamangala